# Solista... Pero No Solo
Solista... Pero No Solo es el primer álbum como solista de Frankie Ruiz, grabado en los estudios V.U. Recordings ubicado en Carolina, Puerto Rico y publicado en 1985 por el sello discográfico Rodven Records. El disco que cuenta con temas como Esta Cobardía, Tu con Él y La Cura le valió la hazaña de ser el primer artista en alcanzar el número 1 en la lista de éxitos musicales de la revista Billboard en la categoría Tropical Album.

## Premios
Gracias a este álbum, Frankie Ruiz obtuvo diversos premios en varios países, uno de ellos fue el Disco de Oro obtenido en Perú, también se convirtió en el primer artista en solitario en alcanzar el número uno en la lista de éxitos musicales de la revista americana Billboard. Al año siguiente ganó el título de Long Play número 1 del año en Música Tropical, convirtiéndose en uno de los discos latinos más vendidos de los años 80.
| U.S. Billboard Albums |                               |          |
| Año                   | (Lista de éxitos musicales)   | Posición |
| 1986                  | U.S. Billboard Tropical/Salsa | 1        |

## Dedicatoria
Quiero agradecer de todo corazón la cooperación que me brindaron todos mis compañeros músicos, técnicos, productores, etc. En este mi primer LP como “Solista... Pero No Solo”. Gracias a todos ellos.
Dedicatoria de Frankie Ruiz en la contraportada del LP Solista... Pero No Solo.

## Lista de canciones
El Long Play estuvo separados en Lado A (con los primeros cuatro temas) y Lado B (con los cuatro temas restantes).

| N.º | Título                                                            | Compositor(es)                   | Duración |  |
| 1.  | «Ahora Me Toca a Mi» (Arreglos musicales por: Cuto Soto)          | Hansel & Raul                    | 4:20     |  |
| 2.  | «Esta Cobardía» (Arreglos musicales por: Mariano Morales)         | Paco Cepero / Francisco Martínez | 5:40     |  |
| 3.  | «Cómo le Gustan a Usted» (Arreglos musicales por: Ernesto Rivera) | Peter Velázquez                  | 4:12     |  |
| 4.  | «Tú Con Él» (Arreglos musicales por: Cuto Soto)                   | Eduardo Franco                   | 5:00     |  |
| 5.  | «La Cura» (Arreglos musicales por: José Pajar)                    | Tite Curet Alonso                | 4:55     |  |
| 6.  | «El Camionero» (Arreglos musicales por: Cuto Soto)                | Roberto Carlos                   | 5:22     |  |
| 7.  | «Si Esa Mujer Me Dice Que Si» (Arreglos musicales por: Cuto Soto) | Hansel & Raul                    | 4:28     |  |
| 8.  | «Amor De Un Momento» (Arreglos musicales por: Ernesto Rivera)     | Gloria González                  | 4:41     |  |

## Músicos
- Voz - Frankie Ruiz
- Coros - Tito Gómez, Héctor “Pichie” Pérez, Jesús R. Torres, Carlos “Cuto” Soto y Mario Cora
- Trombones - Jesús R. Torres, Carlos “Cuto” Soto y Antonio Vázquez
- Trompetas - Angie Machado, Tommy Villarini y Héctor Rodríguez
- Piano - Cesar Concepción y Mariano Morales
- Bajo - Rubén López y Carlos Rondon
- Percusión Menor - Héctor “Pichie” Pérez
- Conga - Jimmy Morales
- Bongó y Güiro - Babby Serrano
- Timbales - Gole Fernández

## Créditos
- Productor - Frank Torres y Julio César Delgado
- Productor Ejecutivo - Tony Moreno
- Director De Grabación - Julio César Delgado
- Arreglos musicales – Cuto Soto, Mariano Morales, Ernesto Rivera y José Pajar
- Ingeniero de sonido – Jimmy Díaz
- Mezcla - Jimmy Díaz y Julio César Delgado
- Fotografía - Al Freddy
- Diseño y Arte - DRAGO, Hialeah Gardens, FL.